# Hanley (circonscription saskatchewanaise)
Pour les articles homonymes, voir Hanley (homonymie).
Circonscription électorale provinciale du Canada
Hanley est une circonscription électorale provinciale de la Saskatchewan au Canada. Elle est représentée à l'Assemblée législative de la Saskatchewan de 1908 à 1975.

## Géographie
La circonscription était centrée autour de la ville de Hanley. Le territoire de la circonscription fait maintenant partie des circonscriptions de Arm River-Watrous, Rosetown-Elrose et Saskatoon Southeast.

## Liste des députés
| Parlement | Années    | Député                        | Député                     | Parti             |
| Hanley | Hanley    | Hanley                        | Hanley                     | Hanley            |
| --- | --------- | ----------------------------- | -------------------------- | ----------------- |
| 2e | 1908–1912 |                               | James Walter MacNeill (en) | Libéral           |
| 3e | 1912–1913 |                               | James Walter MacNeill (en) | Libéral           |
| 3e | 1913-1917 | Macbeth Malcolm (en)          |                            | Libéral           |
| 4e | 1917–1921 | Macbeth Malcolm (en)          |                            | Libéral           |
| 5e | 1921–1925 | Ernest Redford Ketcheson (en) |                            | Libéral           |
| 6e | 1925–1929 |                               | Reginald Stipe (en)        | Progressiste (en) |
| 7e | 1929–1934 |                               | Reginald Stipe (en)        | Progressiste (en) |
| 8e | 1934–1938 |                               | Charles Agar (en)          | Libéral           |
| 9e | 1938–1944 |                               | Charles Agar (en)          | Libéral           |
| 10e | 1944–1948 |                               | James Smith Aitken (en)    | CCF               |
| 11e | 1948–1952 | Robert Walker (en)            |                            | CCF               |
| 12e | 1952–1956 | Robert Walker (en)            |                            | CCF               |
| 13e | 1956–1960 | Robert Walker (en)            |                            | CCF               |
| 14e | 1960–1964 | Robert Walker (en)            |                            | CCF               |
| 15e | 1964–1967 | Robert Walker (en)            |                            | CCF               |
| 16e | 1967–1971 |                               | Robert Andrew Heggie       | Libéral           |
| 17e | 1971–1975 |                               | Paul Peter Mostoway (en)   | Néo-démocrate     |
| Circonscription dissoute parmi Arm River, Rosthern, Kinistino, Saskatoon Buena Vista, Saskatoon Eastview, Saskatoon Sutherland et Biggar |           |                               |                            |                   |